# Wang Shizhen (scrittore)
Wang Shizhen (王世貞; 8 dicembre 1526 – 23 dicembre 1590) è stato uno scrittore, critico d'arte e politico cinese.

## Biografia
Cresciuto in una famiglia aristocratica, superò gli esami imperiali ottenendo il titolo di jinshi e lavorò come funzionario quasi per tutta la vita, ad eccezione dei periodi 1560-1567 (quando suo padre fu giustiziato su istigazione di Yan Song) e 1570-1574 (dopo la morte di sua madre).
Grande uomo di cultura e mecenate di numerosi pittori, fu un importante esponente del movimento letterario guwen che sosteneva un ritorno in auge delle prose letterarie delle dinastie Qin e Han. Gli vengono attribuiti il romanzo Jinping mei e l'opera teatrale Mingfeng ji (1565 circa). A lui si deve il concetto delle Cinque trasformazioni della storia della pittura che identifica i cambiamenti stilistici della storia dell'arte cinese. Fu un grande ammiratore dei tre maestri di Wu, che a suo parere erano in grado di discernere il fenomeno dei falsi arazzi, e definì un errore la popolarità delle porcellane degli ufficiali Ming. Le sue osservazioni derivano da un occhio attento e dalla volontà di non seguire le tendenze più popolari.
Il suo nome è particolarmente legato agli ambienti culturali della città di Suzhou. Alcuni dei pittori che egli sostenne economicamente furono Lu Zhi (1496-1576), Wen Jia (fl. 1501-1583), You Qiu (fl. 1570-90) e Mo Shilong (fl. 1538-87). Il suo rientro a Pechino del 1574 è il soggetto della raccolta topografica di dipinti Shuicheng tu iniziata da Qian Gu (1508- 1578 circa) e completata da Zhang Fu (1546-dopo il 1631). L'opera è tuttora conservata al National Palace Museum di Taipei.
I suoi giudizi sull'arte sono contenuti nell'opera Yanzhou Shanren sibu gao ("Gli scritti di Wang Shizhen") completata nel 1576, che raccoglie dediche, scritti, poesie, storie e calligrafie. A questo libro seguì l'opera postuma Yanzhou Shanren xu gao, un supplemento pubblicato da un suo nipote.
Dal punto di vista storico, i suoi numerosi scritti contribuirono alla compilazione della successiva Storia dei Ming. Egli descrisse con cura il periodo fiorente e prospero del suo tempo e documentò le grandi conquiste culturali della dinastia Ming analizzandone le sottocorrenti storiche e culturali.